# رضا قیطاسی
رضا قیطاسی بدنساز و ورزشکار قدرتی است که در رقابت‌های مسابقات مردان آهنین در سال ۱۴۰۳ و ۱۴۰۴ به مقام قهرمانی رسیده است.
او که در ابتدا در رشته والیبال فعالیت داشت، از سن ۲۳ سالگی به علت فیزیک بدنی بالا و پیشنهادهایی که از مربیان خود گرفته بود به ورزش‌های قدرتی و بدنسازی روی آورد و از آن پس چندین عنوان داخلی و بین‌المللی را از آن خود کرد، از جمله قوی‌ترین مرد ایران در سال‌های ۱۴۰۲ و ۱۴۰۳، قهرمان قوی‌ترین مردان جهان در سال ۲۰۲۱ در ازبکستان، نایب‌قهرمان قوی‌ترین مردان جهان در روسیه در سال ۲۰۲۲ و همچنین قهرمان مسابقات طناب‌کشی قهرمانی جهان در سال ۲۰۱۸ را در کارنامه افتخارات خود دارد. او در مسابقات امسال مردان آهنین هم شرکت کرده است